# Educationsuisse
educationsuisse ist eine Organisation, welche die Interessen der Schweizer Auslandsschulen gegenüber Öffentlichkeit, Wirtschaft und Behörden in der Schweiz vertritt, alljährliche Konferenzen der Schweizer Auslandsschulen organisiert und durchführt und Aufgaben zur Entwicklung und Umsetzung von Strategien der Schweizer Auslandsschulen mitentwickelt und steuert.

## Dienstleistungen
educationsuisse übernimmt gewisse Arbeitnehmerfunktionen gegenüber dem Schweizer Lehrpersonal an den anerkannten Schweizerschulen und schliesst Verträge mit Sozialversicherungen ab. Sie administriert die erste und zweite Säule der Sozialversicherungen für schweizerische Lehrpersonen, bezahlt fällige Prämien und erstellt Abrechnungen. Sie wickelt den Zahlungsverkehr im Auftrag der Schweizerschulen ab und tätigt die entsprechende Buchhaltung.
educationsuisse fördert den Informationsaustausch unter den Schulen, übt ein finanzielles Controlling für sie aus und berät sie bei wirtschaftlichen Standortbestimmungen. Sie pflegt ebenso den Kontakt zu Schweizer Schulträgervereinen und den Schweizer Lehrpersonen im Ausland.
educationsuisse betreut auch Stipendiendossiers, wickelt den damit verbundenen Zahlungsverkehr ab, vergibt Zusatzstipendien und Darlehen in Härtefällen, vertritt die Interessen der Auslandschweizer an der interkantonalen Stipendienkonferenz (IKSK), in der Kommission für die Vermittlung schweizerischer Bildung im Ausland, auf kantonaler und eidgenössischer Ebene, nimmt am jährlichen Auslandschweizer-Kongress teil und arbeitet mit dem Jugenddienst der Auslandschweizer-Organisation zusammen.

## Geschichte
1946 wurde das Hilfskomitee für Auslandsschweizerschulen, die Vorvorgängerorganisation von educationsuisse, gegründet und später in Komitee für Schweizer Schulen im Ausland (KSA) umbenannt. Seit 2012 heisst der Verein educationsuisse. 2014 haben educationsuisse und ajas (Verein zur Förderung der Ausbildung junger Auslandschweizerinnen und Auslandschweizer) fusioniert und ihre bisherigen Kompetenzen und Aufgaben unter dem gemeinsamen Namen educationsuisse zusammengelegt.
1989 verlegte man die Geschäftsstelle von Zürich nach Bern und gliederte sie der Auslandschweizer-Organisation an.